# 여주군 (1948년 선거구)
여주군은 대한민국의 옛 국회의원 선거구이다. 당시 경기도 여주군 지역을 관할했다.

## 역사
제헌 국회의원 선거를 앞두고 여주군 전 지역을 관할하는 선거구로 신설되었다.
제6대 국회의원 선거를 앞두고 양평군 선거구와 통합되어 여주군·양평군 선거구를 이루게 됨에 따라 폐지되었다.

## 역대 국회의원
| 선거   | 정당 | 정당       | 의원   |
| ------ | ---- | ---------- | ------ |
| 1948년 |      | 대동청년단 | 원용한 |
| 1950년 |      | 무소속     | 김의준 |
| 1954년 |      | 무소속     | 김의준 |
| 1958년 |      | 자유당     | 김의준 |
| 1960년 |      | 민주당     | 박주운 |

## 역대 선거 결과

### 대한민국 제헌 국회의원 선거
|  | 66.65% |

|  | 33.34% |

|  | 0% |

### 대한민국 제2대 국회의원 선거
|  | 49.05% |

|  | 12.82% |

|  | 12.56% |

|  | 12.54% |

|  | 5.50% |

|  | 4.18% |

|  | 3.32% |

### 대한민국 제3대 국회의원 선거
|  | 47.15% |

|  | 42.56% |

|  | 10.28% |

|  | 0% |

### 대한민국 제4대 국회의원 선거
|  | 64.47% |

|  | 28.67% |

|  | 6.85% |

### 대한민국 제5대 국회의원 선거
|  | 54.66% |

|  | 25.89% |

|  | 12.98% |

|  | 6.45% |

|  | 0% |